# Нидвудский лес
Нидвудский лес (англ. Needwood Forest) — древний лес в Стаффордшире, по большей части утраченный в XVIII веке.
Нидвудский лес был охотничьими королевскими угодьями сына Генриха III, короля Англии, Эдмунда, в 1266 году. Он принадлежал герцогству Ланкастерскому, пока не перешёл во владения короля Генриха IV.
В 1776 году Фрэнсис Ноэль Кларк Манди в частном порядке, при поддержке Эразма Дарвина, Анны Сьюард и Брука Бутби опубликовал книгу стихов под названием Needwood Forest, в которой была поэма с тем же названием. Анна Сьюард воспринимала это стихотворение как «одно из самых красивых местных стихов». Цель стихов Манди была в том, чтобы противостоять призывам о разбиении леса. Сама Сьюард написала поэму «Падение Нидвудского леса» — The fall of Needwood Forest.
В настоящее время площадь леса — 38,19 км2. Здесь есть двадцать ферм, основной доход которым приносит молочное животноводство. 2 км2 леса сохранено. Некоторые части леса все ещё открыты для публики.